# Удень
Удень, Удені (рум. Udeni) — село у повіті Телеорман в Румунії. Входить до складу комуни Сирбень.
Село розташоване на відстані 53 км на захід від Бухареста, 55 км на північ від Александрії, 129 км на схід від Крайови, 133 км на південь від Брашова.

## Населення
За даними перепису населення 2002 року у селі проживали 616 осіб, усі — румуни. Рідною мовою 615 осіб (99,8%) назвали румунську.